# Micromorphus asymmetricus
Micromorphus asymmetricus är en tvåvingeart som beskrevs av Robinson 1967. Micromorphus asymmetricus ingår i släktet Micromorphus och familjen styltflugor. Inga underarter finns listade i Catalogue of Life.